# Unity (Wisconsin)
Unity è un villaggio degli Stati Uniti d'America, situato in Wisconsin, diviso tra la contea di Clark e la contea di Marathon.